# Síndrome do cabeceio
A síndrome do cabeceio (em inglês nodding disease) é uma doença relatada em alguns países africanos e cujos principais sintomas são convulsões frequentes, problemas de fala e falta de força para se manter em pé.
Sua causa é desconhecida e ainda não existe cura.